# Mónica Gómez
Mónica Gómez Leal (Medellín, 9 de mayo de 1980) es una actriz de televisión y cine colombiana. 

## Filmografía

### Televisión
- Allá te espero (2013) — Rosa María Restrepo
- El fantasma del Gran Hotel (2009) — Salma Buenaventura
- Las trampas del amor (2009)
- Pocholo (2007-2008) — Amanda Sanchez
- La ex (2006-2007) — Sandra
- Dora, la celadora (2004-2005) — Mary Shirley
- Pecados capitales (2002-2004) — Milena Ramírez Salinas
- Pedro el escamoso (2001-2003) —Catalina de la Espriella Pombo
- Juliana, ¡qué mala eres! (1999)

### Cine
- The Right Candidate (corto) (2016) — Evelyn
- Broken (corto) (2016) — Luisa
- Time Is Money (corto) (2016) — Maya
- Silencio en el paraíso (2010) —
- La milagrosa (2007) — Mayra
- Buscando a Miguel (2005) — Helena

## Premios y nominaciones

### Premios India Catalina
| Año  | Categoría                              | Telenovela o serie | Resultado |
| ---- | -------------------------------------- | ------------------ | --------- |
| 2014 | Mejor actriz protagónica de telenovela | Allá te espero     | Ganadora  |

### Premios Tvynovelas
| Año  | Categoría                              | Telenovela/Serie  | Resultado |
| ---- | -------------------------------------- | ----------------- | --------- |
| 2014 | Mejor actriz protagónica de telenovela | Allá te espero    | Ganadora  |
| 2004 | Mejor actriz revelación                | Pecados capitales | Nominada  |